# Abroscopus superciliaris
Az Abroscopus superciliaris a madarak (Aves) osztályának verébalakúak (Passeriformes) rendjébe, ezen belül a berkiposzátafélék (Cettiidae) családba tartozó faj.

## Rendszerezése
A fajt Edward Blyth angol ornitológus írta le 1859-ben, az Abrornis nembe Abrornis superciliaris néven.

## Alfajai
- Abroscopus superciliaris flaviventris (Jerdon, 1863) – Nepál, északkelet-India, Bhután, kelet-Banglades, nyugat-Mianmar;
- Abroscopus superciliaris drasticus (Deignan, 1947) – északkelet-India, észak-Mianmar;
- Abroscopus superciliaris smythiesi (Deignan, 1947) – közép-Mianmar;
- Abroscopus superciliaris superciliaris (Blyth, 1859) – kelet- és dél-Mianmar, dél-Kína, észak- és délnyugat-Thaiföldtől közép-Laoszig;
- Abroscopus superciliaris euthymus (Deignan, 1947) – Vietnám;
- Abroscopus superciliaris bambusarum (Deignan, 1947) – félszigeti Thaiföld északi része;
- Abroscopus superciliaris sakaiorum (Stresemann, 1912) – félszigeti Thaiföld déli része, Maláj-félsziget;
- Abroscopus superciliaris papilio (Deignan, 1947) – Szumátra;
- Abroscopus superciliaris schwaneri (Blyth, 1870) – Borneó;
- Abroscopus superciliaris vordermani (Büttikofer, 1893) – Jáva.[2]

## Előfordulása
Dél- és Délkelet-Ázsiában, Banglades, Bhután, Brunei, India, Indonézia, Kambodzsa, Kína, Laosz, Malajzia, Mianmar, Nepál, Szingapúr és Vietnám területén honos.
Természetes élőhelyei a szubtrópusi vagy trópusi síkvidéki és hegyi esőerdők.

## Megjelenése
Testhossza 9 centiméter, testtömege 6–7 gramm.

## Életmódja
Kisebb gerinctelenekkel táplálkozik.

## Természetvédelmi helyzete
Az elterjedési területe rendkívül nagy, egyedszáma pedig stabil. A Természetvédelmi Világszövetség Vörös listáján nem fenyegetett fajként szerepel.